# Majid Gholamnejad
Majid Gholamnejad (em persa: مجید غلام‌نژاد, Sowme'eh Sara, 18 de Junho de 1983 – Bandar Abbas, 14 de Setembro de 2018) foi um futebolista iraniano que jogava como volante. Foi campeão com a Seleção de seu país no Championship de 2008. Ao todo, defendeu a Seleção Iraniana em 17 oportunidades, e marcou 1 gol.

## Gols pela Seleção Iraniana
| # | Data                  | Local                 | Adversário | Placar (Gol) | Resultado Final | Competição                                | Ref.  |
| - | --------------------- | --------------------- | ---------- | ------------ | --------------- | ----------------------------------------- | ----- |
| 1 | 14 de Janeiro de 2009 | Estádio Azadi, Tehran | Singapura  | 1-0          | 6-0             | Eliminatórias para a Copa da Ásia de 2011 | [ 3 ] |